# Districtes del Cantó de Vaud

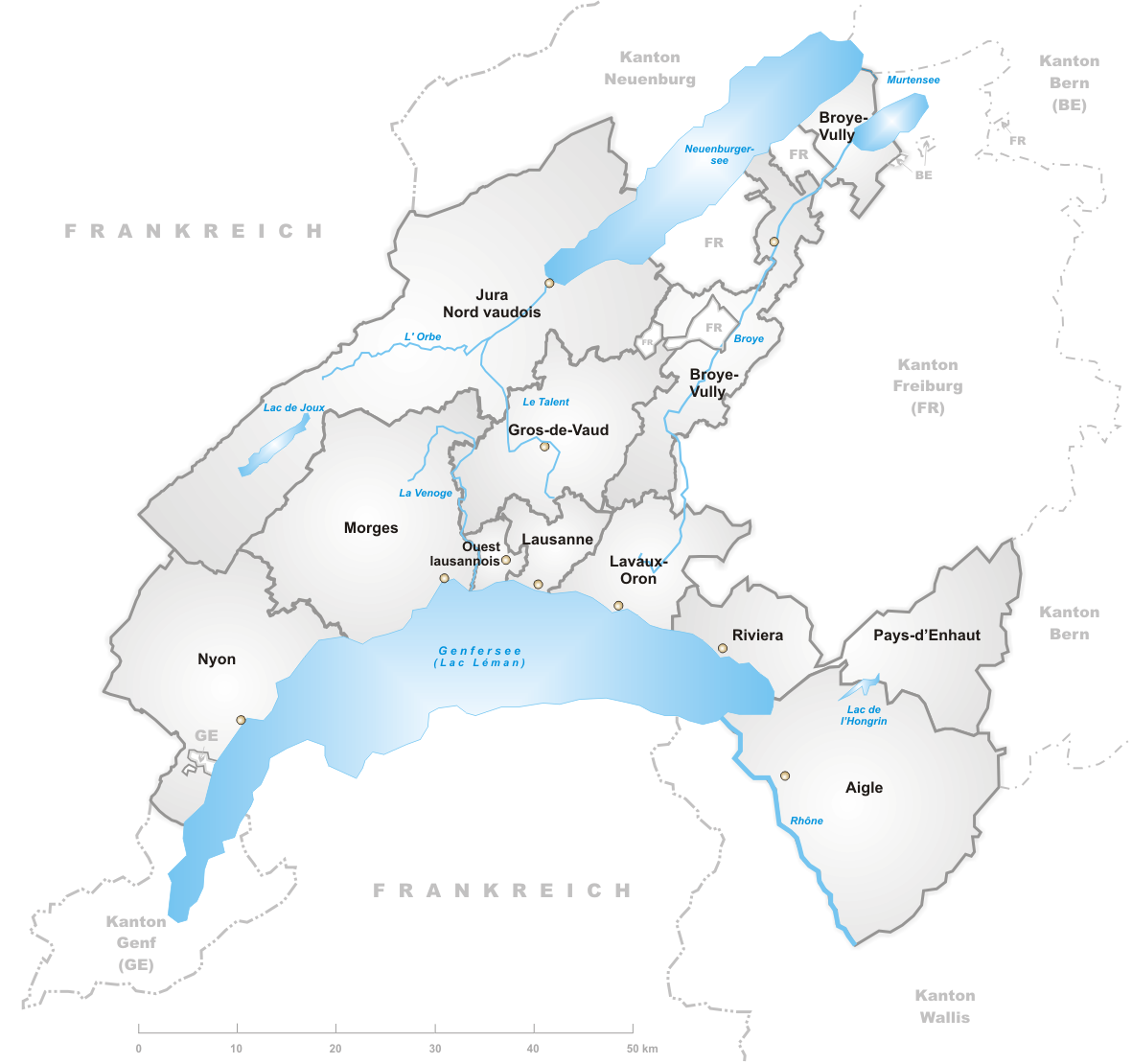
Mapa dels districtes del Cantó de Vaud

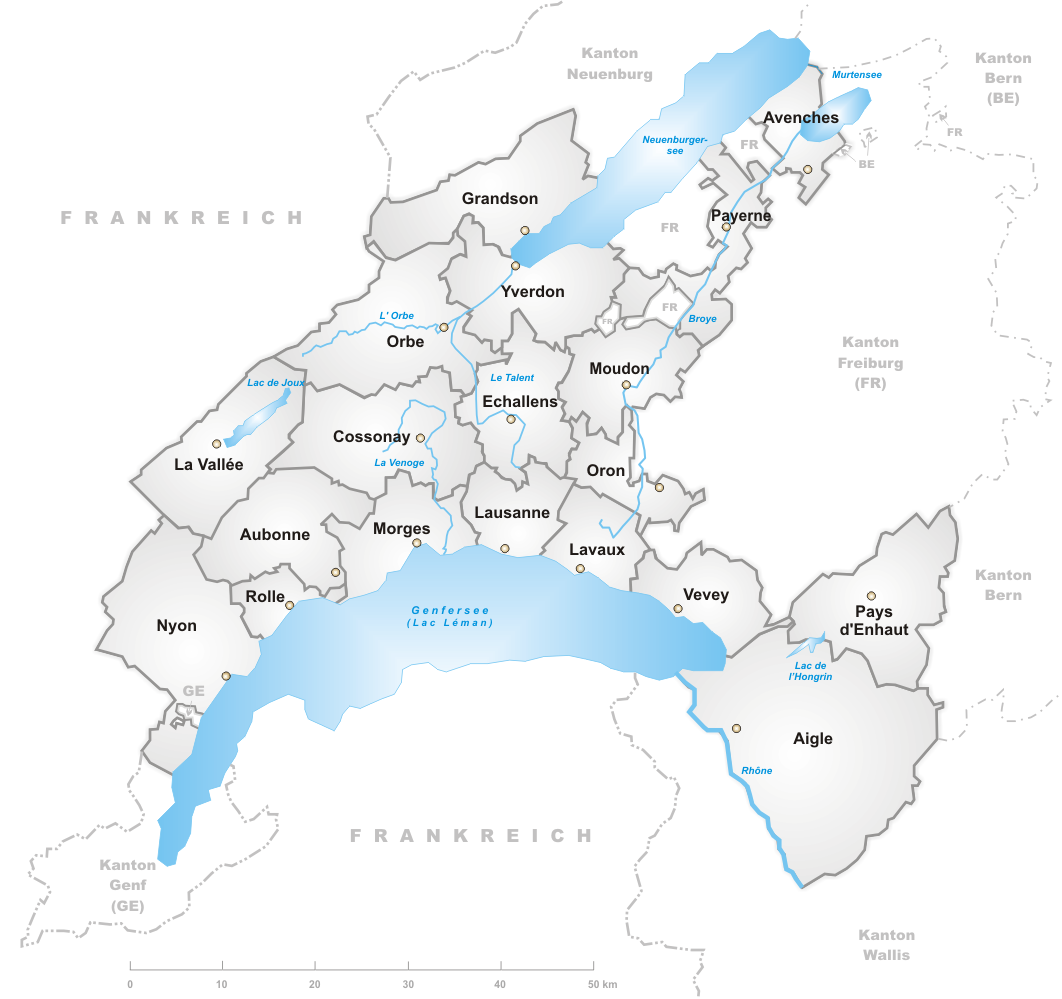
Antics districtes del Cantó de Vaud (1803-2008)

Els Districtes del Cantó de Vaud són 10, després de la reorganització de l'1 de gener de 2008. Tots els districtes tenen el francès com a llengua oficial.
- Districte d'Aigle amb cap a Aigle.
- Districte de Broye-Vully amb cap a Payerne
- Districte del Gros-de-Vaud amb cap a Echallens
- Districte del Jura-Nord vaudois amb cap a Yverdon-les-Bains
- Districte de Lausanne amb cap a Lausana
- Districte de Lavaux-Oron amb cap a Cully
- Districte de Morges amb cap a Morges
- Districte de Nyon amb cap a Nyon
- Districte de l'Ouest lausannois amb cap a Renens
- Districte de la Riviera-Pays-d'Enhaut amb cap a Vevey

## Districtes antics
Des del 1798 fins al 2008 el Cantó es dividia en 17 districtes:
- Districte d'Aigle amb cap a Aigle
- Districte d'Aubonne amb cap a Aubonne
- Districte d'Avenches amb cap a Avenches
- Districte de Cossonay amb cap a Cossonay
- Districte d'Echallens amb cap a Echallens
- Districte de Grandson amb cap a Grandson
- Districte de Lausanne amb cap a Lausana
- Districte de Lavaux amb cap a Cully
- Districte de Morges amb cap a Morges
- Districte de Moudon amb cap a Moudon
- Districte de Nyon amb cap a Nyon
- Districte d'Orbe amb cap a Orbe
- Districte d'Oron amb cap a Oron-la-Ville
- Districte de Payerne amb cap a Payerne
- Districte del Pays-d'Enhaut amb cap a Château-d'Oex
- Districte de Rolle amb cap a Rolle
- Districte de la Vallée amb cap a Le Sentier
- Districte de Vevey amb cap a Vevey
- Districte d'Yverdon amb cap a Yverdon-les-Bains